# Памятник Карлу Марксу (Ростов-на-Дону)
Памятник Карлу Марксу — монумент, расположенный в Ростове-на-Дону на площади Карла Маркса. Установлен в 1959 году на месте памятника Марксу, уничтоженному во время войны. Авторы монумента — скульптор М. С. Альтшулер и архитектор М. А. Минкус. Памятник Карлу Марксу имеет статус объекта культурного наследия.

## История

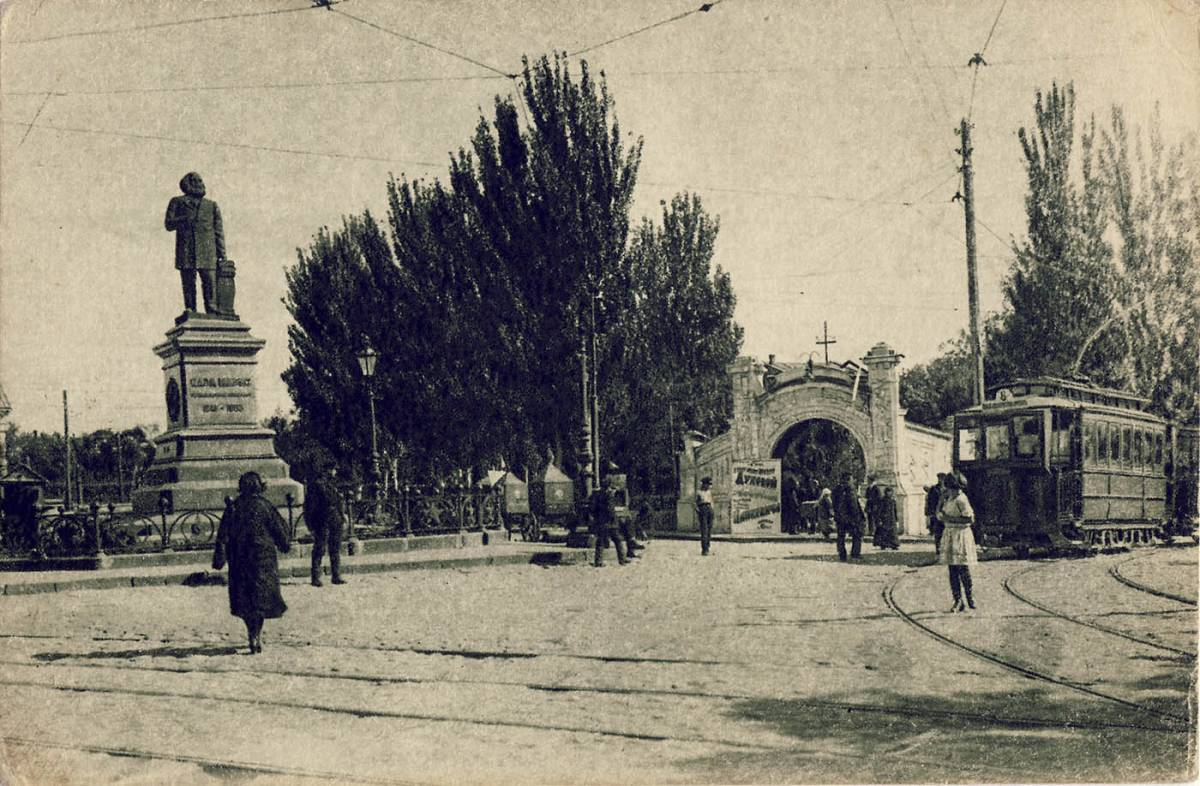
Первый памятник Карлу Марксу

Памятник Карлу Марксу был торжественно открыт 28 июня 1925 года на центральной площади города Нахичевани-на-Дону (ныне в составе Пролетарского района). Монумент был установлен на пьедестале памятника Екатерине II, снесённого большевиками после установления советской власти. Площадь впоследствии получила имя Карла Маркса.
Скульптура была отлита техобъединением «Двигатель». Автором памятника стал московский скульптор В. Б. Бибаев. Фигура Карла Маркса стояла в полный рост. Его правая рука была заложена за борт сюртука, а левая лежала на стопке книг. На постаменте была мемориальная доска с надписью: «Памятник сооружен рабочими Нахичеванского района по постановлению 2-й широкой рабочей конференции от 23 ноября 1924 г.».
Во время Великой Отечественной войны памятник был уничтожен захватившими город войсками Вермахта: скульптуру расстреляли из танка. После войны на площади установили уменьшенный вариант памятника. Мемориальная доска от старого памятника сохранилась и была передана ростовскому музею. Уцелевшую часть пьедестала перенесли в сквер у кинотеатра «Ростов» (напротив Ростовского государственного университета) и установили там скульптуру Ломоносова.
Ныне существующий памятник появился на площади Карла Маркса в 1959 году. Авторами памятника были скульптор М. С. Альтшулер и архитектор М. А. Минкус. Бронзовая фигура Маркса установлена на высоком гранитном пьедестале. Скульптура была отлита в Ленинграде.
Памятник Карлу Марксу ранее являлся объектом культурного наследия федерального значения, но в 1997 году его охранный статус понизили до местного.
В конце 1990-х представители местной армянской диаспоры предложили восстановить памятник Екатерине II на прежнем месте, но эта инициатива не была поддержана. Вопрос переноса памятника Карлу Марксу и восстановления на его месте памятника Екатерине II вновь стал активно обсуждаться в 2005 году, когда в Ростове был перемещён памятник Кирову. Согласно опросам, против переноса памятника Марксу выступает большинство жителей Пролетарского района. По предварительным оценкам, работы по переносу памятника обойдутся в 1 миллион рублей. Согласно одному из проектов, памятник Марксу может быть перемещён на угол проспекта Шолохова и 20-й Линии. В 2014 году, общественное движение «Суть времени» собрало 1500 подписей Ростовчан к Губернатору Ростовской области и он высказался против переноса памятника.